# Red Wine
"Red Wine" é uma canção gravada pela cantora e compositora norte-americana Kelly Rowland para o seu quarto álbum de estúdio, Talk a Good Game, lançado a 18 de Junho de 2013 nos Estados Unidos. A música surgiu durante uma sessão de estúdio para o disco em Miami, Flórida entre a cantora e o produtor Boi-1da, cujo único trabalho no disco é este, e foi descrita pela artista como um tema "relaxante". Os compositores da canção foram Rowland, Matthew Sammuels (nome verdadeiro de Boi-1da), Matthew Burnett e o cantor Kevin Cossom, que ainda fez uma participação vocal na faixa homónima do álbum. Burnett deu um auxílio a Boi-1da na produção e arranjos, e Cossom esteve presente na gravação da música, tendo sido o produtor vocal da mesma.
Musicalmente, "Red Wine" é uma obra do género musical rhythm and blues com algumas influências de música pop e funk dos anos 80. A sua letra retrata uma protagonista que afirma ter descoberto a existência do amor verdadeiro enquanto pede ao seu homem que esqueça de tudo o resto e a ame bastante. O tema foi recebido com opiniões mistas pela crítica especialista em música contemporânea, que elogiou a sua produção de sintetizadores e fez uma comparação com trabalhos da cantora norte-americana e amiga de Rowland Brandy Norwood. Contudo, teve o seu conteúdo lírico criticado por não ter conexão alguma com o título e também devido à falta de contextualização com o resto das faixas de Talk a Good Game.

## Antecedentes e desenvolvimento

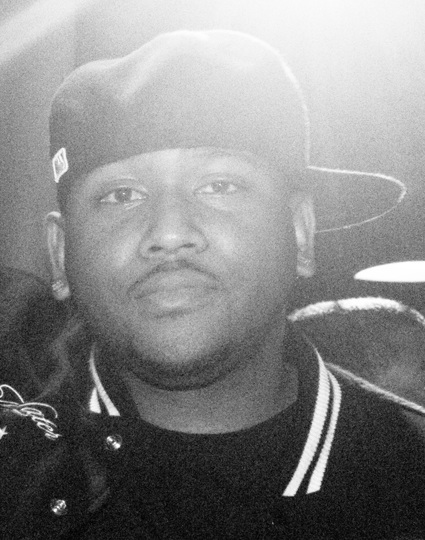
Matthew Sammuels, mais conhecido por Boi-1da, co-escreveu e foi o responsável pela produção e arranjos de "Red Wine".

Pouco tempo após o lançamento do terceiro álbum de estúdio de Rowland, Here I Am (2011), foi reportado que ela já estava a trabalhar no sucessor deste. Em Março de 2012, o cantor Lonny Bereal, que vinha trabalhando com a artista desde 2011 no projecto The Love Train, disse em uma entrevista ao Kempire Radio que o novo álbum iria mostrar o retorno da cantora às suas raízes de R&B: "Ela está a vir muito forte com o R&B. Com certeza irá dar aos ouvintes de música pop o que estão à espera. Mas ela está mesmo a voltar para o R&B com este álbum. O seu trabalho está muito confiante agora. É definitivamente uma nova Kelly Rowland. Não me deixou nem sequer inserir o auto-tune na sua voz desta vez. Ficou do tipo, 'Não, eu quero que as pessoas realmente me percebam'."
No mês seguinte, Rowland revelou à MTV News que o disco teria um tema e que ela esteve a documentar todo o processo de gravação para que os seus fãs pudessem ver. Durante uma entrevista com a revista Vegas em Junho de 2012, a intérprete descreveu o projecto como uma dedicação às "minhas senhoras". "Eu quero dizer às mulheres o quão incrível nós somos, como a nossa intuição está tão forte. Às vezes nós não a ouvimos, mas ela é a coisa que pode de facto nos fazer mais felizes", explicou a cantora.

"Com as coisas sobre as quais estou a falar, eu acho que é provavelmente o mais vulnerável que já estive em um projecto. E eu apenas queria tocar a mão de uma mulher, falar com ela, você percebe o que quero dizer? Tipo, está é a minha irmã e eu acho que essa é uma das coisas que realmente queria abordar neste álbum, é a celebração de uma mulher."

— Rowland em entrevista para a Billboard na qual falou sobre o conceito do seu quarto trabalho de estúdio.
No último trimestre de 2012, Rowland revelou que havia trabalhado com vários produtores no estúdio, incluindo o cantor Kevin Cossom, que tratou dos arranjos e fez uma participação na faixa homónima do novo álbum. Cossom ainda co-escreveu e ficou a cargo da produção vocal de outras três faixas do disco, que mais tarde foram reveladas como sendo "Down on Love", "I Remember" e "Red Wine". No início de Abril de 2013, Rowland anunciou que estava a trabalhar com o produtor Boi-1da em uma canção do álbum, mas não revelou qual. Isto foi apenas confirmado no mês seguinte, quando a sua editora discográfica publicou o alinhamento de faixas do álbum com os respectivos produtores para cada canção. "Red Wine" era a única música do álbum na qual Boi-1da trabalhara, tendo co-escrito e sido o responsável pela produção e arranjos.
Em uma entrevista com a VH1, Rowland afirmou que esteve com Boi-1da no estúdio e que quando acabaram de gravar a música, "todos nós relaxámos [...] e quando relaxámos, demos um gole de vinho tinto e deixamos a música levar-nos a um sítio. Ela levou-nos a um sítio que era bonito, excêntrico, harmónico, e simplesmente começou a construir-se a si própria, e é isso que eu mais gosto sobre o vinho tinto." Passadas várias goladas de vinho tinto, ao observar Cossom a dar um gole e "começar a flutuar", Rowland surgiu com a ideia de homenagear a bebida com a canção, uma vez que foi uma enorme inspiração durante a gravação. Quando apresentou a ideia aos produtores, eles ficaram agradados e concordaram em dar o nome à canção.
A 10 de Outubro de 2012, a intérprete anunciou na sua página online oficial que o seu quarto álbum de estúdio seria intitulado Year of the Woman e escreveu que ele é "uma das minhas melhores obras e mal posso esperar por partilhá-la convosco, malta!" Contudo, durante uma entrevista no tapete vermelho da quinquagésima quinta cerimónia anual dos prémios Grammy, a cantora revelou que trabalhar com tantos produtores a inspirou a renomear o disco para Talk a Good Game. O álbum foi originalmente planeado para ser lançado a 3 de Junho de 2013, no entanto, na sua entrevista no programa de rádio The Madd Hatta Morning Show da estação 97.9 Box FM, Rowland revelou que o lançamento havia sido adiado para 17 de Junho no Reino Unido e um dia depois nos Estados Unidos.

## Estrutura musical e conteúdo

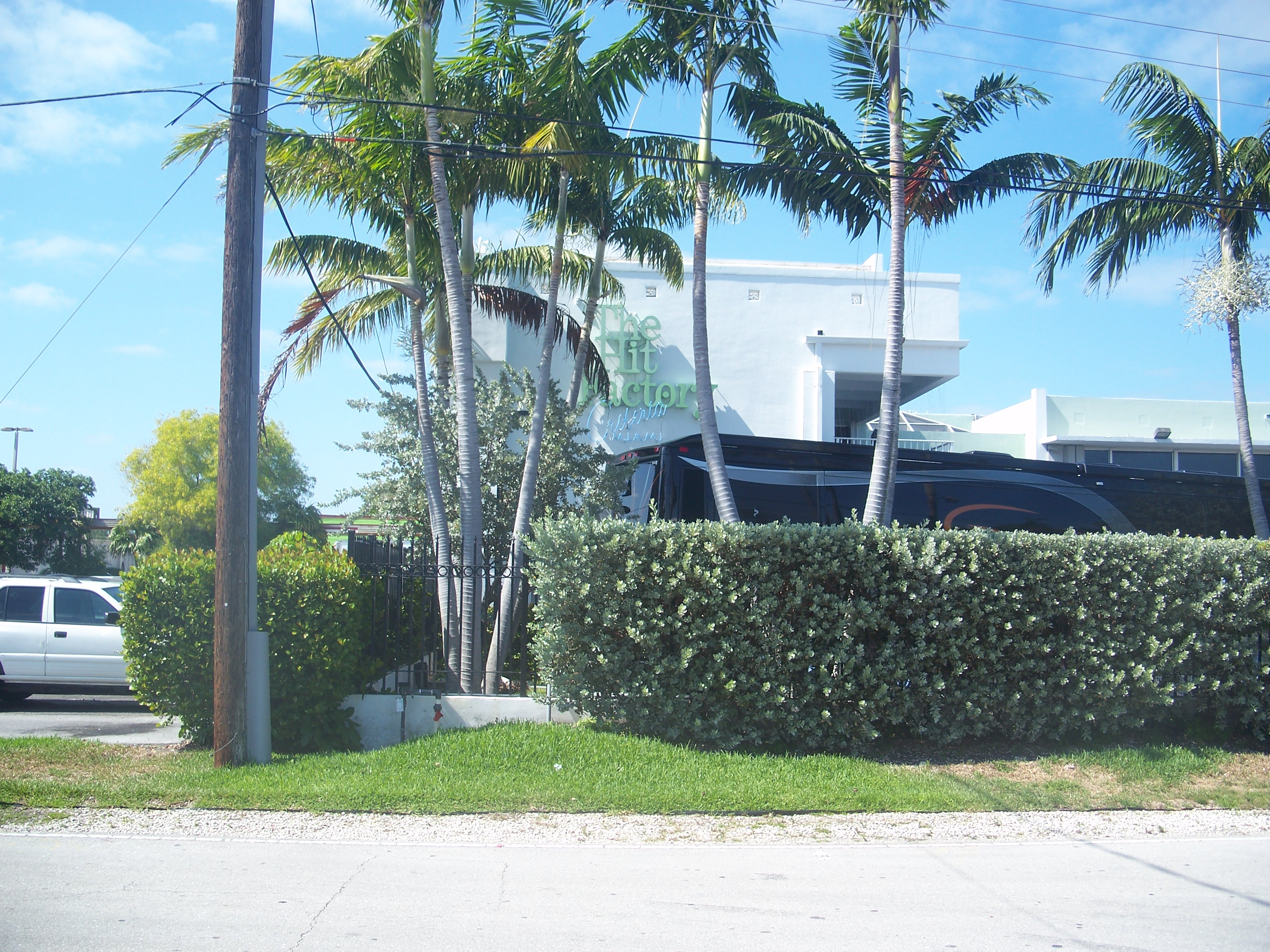
"Red Wine" foi gravada em Março de 2013 por Beau Vallis no estúdio The Hit Factory Criteria (imagem) na cidade de Miami, Flórida.

"Red Wine" é uma canção composta por Kelly Rowland, Matthew Sammuels, Matthew Burnett e Kevin Cossom, e produzida pelo segundo com o auxílio dos dois últimos. Foi gravada e produzida no estúdio The Hit Factory Criteria na cidade de Miami, Flórida por Beau Vallis e misturada por Noel Cadastre no Larrabee Sound Studios em Hollywood, Califórnia. Tom Coyne ficou a cargo da masterização no Sterling Sound em Nova Iorque, Nova Iorque.
Musicalmente, "Red Wine" é uma canção de ritmo moderado definida no compasso de tempo comum que incorpora o género musical rhythm and blues (R&B) à medida que é influenciada pela música pop e também pelo funk dos anos 1980 com duração de quatro minutos e dezanove segundos (4:19). A sua instrumentação, que incorpora sintetizadores "devaneadores" e apresenta um refrão ascendente, tem sido descrita como "atmosférica, melancólica e branda".
O tema abre com uma bateria pesada, que é fortemente usada ao longo da canção e foi inclusa de modo a acompanhar a batida "volátil" da música, segundo Sammuels. De seguida, Rowland questiona: "What you know about lovin' me 'till the sun comes up? / Then the sun goes down". Logo, ela pede ao seu amante que a ame bastante da maneira que só ele consegue: "Can you give me that kinda love that won't give up/Never let me down". De um modo geral, as letras de "Red Wine" retratam uma protagonista que afirma ter descoberto o amor verdadeiro, enquanto pede ao seu amante que o ame bastante, à medida que diz no refrão: "I discover true love exists / It's common sense / I've got confidence / In love, in love, in love". Os vocais de Rowland "flutuam" ao longo da canção, acompanhando o seu pano de fundo "etéreo".
Andrew Hampp, da revista Billboard, descreveu "Red Wine" como uma canção "sensual" que se destaca facilmente no disco. Kathy Iandoli, da revista Vibe, achou que a vibração de música dos anos 1980 assemelha-se a alguns trabalhos então recentes da cantora Solange Knowles. Julianne Escobedo Shepherd, da revista Spin, disse que a canção faz uso adequado da respiração de Rowland.

## Recepção crítica
| Críticas profissionais | Críticas profissionais |
| Avaliações da crítica  | Avaliações da crítica  |
| Fonte                  | Avaliação              |
| ---------------------- | ---------------------- |
| Consequence of Sound   | (negativa)             |
| Embrace You Magazine   | (positiva)             |
| Entertainment Weekly   | (negativa)             |
| Globo.com              | (positiva)             |
| The Honesty Hour       | [ 28 ]                 |
| Kempire Daily          | (negativa)             |
| Mr. L Davis            | (negativa)             |
| Madame Noir            | (positiva)             |
| New York Daily News    | (positiva)             |

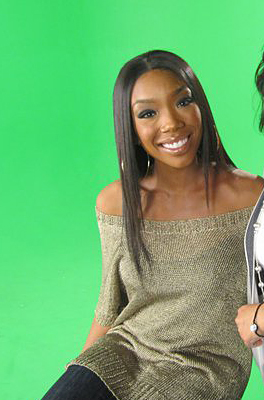
"Red Wine" recebeu comparações a trabalhos iniciais da cantora norte-americana Brandy Norwood.

Em geral, as críticas para o tema foram mistas. Em sua análise de Talk a Good Game, Jim Farber, do New York Daily News, disse que "Red Wine", "Stand in Front of Me" e "This is Love" são as canções de destaque de Talk a Good Game. Gustavo Sampaio, da coluna Na Mira do portal Globo.com, concordou com Farber nesse aspecto, tendo apontado "Kisses Down Low", "Red Wine" e "Dirty Laundry" como outros destaques do álbum. Ele acrescentou ainda que esta nova sonoridade de R&B da cantora era forte o suficiente para a colocar ao lado de artistas femininas como Jill Scott, Melanie Fiona e Mary J. Blige. Um editor do blogue The Honesty Hour atribuiu quatro estrelas de um máximo de cinco à música, chamando os vocais de Rowland de "divinos" e afirmando que embora a obra assemelhe-se a trabalhos iniciais da cantora Brandy Norwood, "funciona lindamente com a voz de Rowland". Chris Coplan, da revista electrónica Consequence of Sound, escreveu que "Red Wine" é uma imitação barata dos trabalhos do cantor canadiano The Weeknd e que tem uma sensação inorgânica e artificial, bem como "Put Your Name on It", outra canção de Talk a Good Game.
Pip Elwood, da revista electrónica Entertainment Weekly, achou que "Red Wine", "Stand In Front Of Me" e "Down on Love" são canções fáceis de se esquecer e que podiam ter sido excluídas de Talk a Good Game, afirmando que o álbum precisava de mais canções como "Dirty Laundry" e "Street Life" e menos como esta. Um editor do Kempire Daily, fez também uma análise negativa à obra, escrevendo: "'Red Wine' é especialmente mais decepcionante, uma vez que a textura de velha guarda aparenta inicialmente ser uma canção que iria progredir para ser o melhor tema lento do álbum e um dos destaques, mas em vez disso, não chega realmente a ir a lugar algum e cai por terra quando a sua produção começa a fermentar monotonia." O crítico musical do Mr. L Davis ficou insatisfeito com o facto de a canção ter nenhuma relação com o seu título. Veronica Wells, do blogue Madame Noir, discordou com o crítico nesse aspecto, afirmando que "o título é perfeito para ela [a canção]. Esta música garante que você vai se relaxar." Wells declarou ainda que consegue "imaginar o pessoal a dançar ao som disto" e afirmou que a canção é "descontraída" e tem uma vibração totalmente diferente de todas outras do álbum.
Uma resenha publicada pela Embrace You Magazine foi mais positiva para com "Red Wine", chamando-a de "uma canção de verão perfeita" com uma sonoridade retrocessa que se parece com um trabalho de Michael Jackson devido à adição de sons de respiração no início. "Eu gostei dos tons de assobio que ela arrastou da canção anterior ['I Remember'], bem como do elemento de planar acima das nuvens. Amei ainda o baixo na música, naquela pausa antes do segundo verso. Eu acho que os arranjos da canção foram lindamente feitos, onde instrumentos e harmonias são levados em conta. Tudo é descontraído..." Ele terminou a avaliação afirmando que a música tem potencial para ser lançada como um single.

## Créditos e pessoal
Os créditos seguintes foram adaptados do encarte do álbum Talk a Good Game (2013):
Locais de gravação
- Engenharia acústica e gravação no The Hit Factory Criteria em Miami, Flórida, EUA;
- Misturada no Larrabee Sound Studios em Hollywood, Los Angeles, Califórnia, EUA;
- Masterizada no Sterling Sound em Nova Iorque, Nova Iorque, EUA.

Pessoal
- Matthew Burnett — composição, produção e arranjos, programação, instrumentação adicional
- Noel Cadastre — mistura
- Kevin Cossom — composição, produção vocal
- Tom Coyne — masterização
- Kelly Rowland — composição, vocais principais, vocais de apoio
- Matthew Sammuels — composição, produção e arranjos, programação, instrumentação adicional
- Travis Sewchan — assistente de mistura
- Beau Vallis — gravação vocal, engenharia, engenharia vocal